# 1044 (szám)
Az 1044 (római számmal: MXLIV) az 1043 és 1045 között található természetes szám.

## A szám a matematikában
A tízes számrendszerbeli 1044-es a kettes számrendszerben 10000010100, a nyolcas számrendszerben 2024, a tizenhatos számrendszerben 414 alakban írható fel.
Az 1044 páros szám, összetett szám. Kanonikus alakja 22 · 32 · 291, normálalakban az 1,044 · 103 szorzattal írható fel. Tizennyolc osztója van a természetes számok halmazán, ezek növekvő sorrendben: 1, 2, 3, 4, 6, 9, 12, 18, 29, 36, 58, 87, 116, 174, 261, 348, 522 és 1044.
Az 1044 a 7 csúcsú, címkézetlen egyszerű gráfok száma.
A tízes számrendszerben Harshad-szám.
Az 1044 egyetlen szám valódiosztó-összegeként sem áll elő, ezért érinthetetlen szám.

## Csillagászat
- 1044 Teutonia kisbolygó